# 𝼎
Cette page contient des caractères spéciaux ou non latins. S’ils s’affichent mal (▯, ?, etc.), consultez la page d’aide Unicode.
Coup de glotte inversé bouclé, 𝼎, est une lettre additionnelle latine utilisée comme symbole phonétique par Douglas Beach. Il est composé d’un coup de glotte inversé ‹ ʖ › avec une boucle.

## Utilisation
Douglas Beach utilise le coup de glotte inversé bouclé pour représenter un clic alvéolaire latéral nasalisé, [ɴ͡ǁ] ou [ᶰǁ], aussi noté [ᶰʖ] avant 1989 dans l’alphabet phonétique international.

## Représentations informatiques
Le coup de glotte inversé bouclé peut être représenté avec les caractères Unicode suivants :
| formes  | représentations | chaînes de caractères | points de code | descriptions                  |
| ------- | --------------- | --------------------- | -------------- | ----------------------------- |
| symbole | 𝼎               | 𝼎                     | U+1DF0E        | coup de glotte inversé bouclé |